# District Michajlovski
Het district Michajlovski (Russisch: Миха́йловский райо́н) is een district in het westen van de Russische oblast Rjazan. Het district heeft een oppervlakte van 1.841 vierkante kilometer en een inwonertal van 35.223 in 2010. Het administratieve centrum bevindt zich in Michajlov.
Bestuurlijk centrum: Rjazan

Steden: Kadom · Kasimov · Korablino · Lesnoj · Michajlov · Novomitsjoerinsk · Oecholovo · Oktjabrski · Oktjabrski · Poljany · Rjazjsk · Rybnoje · Saraj · Sasovo · Sjatsk · Sjilovo · Skopin · Spas-Klepiki · Spassk-Rjazanski · Starozjilovo · Toema

Districten: Aleksandro-Nevski · Jermisjinski · Kadomski · Kasimovski · Klepikovski · Korablinski · Michajlovski · Miloslavski · Oecholovski · Pitelinski · Poetjatinski · Pronski · Rjazanski · Rjazjski · Rybnovski · Sapozjkovski · Sarajevski · Sasovski · Sjatski · Sjilovski · Skopinski · Spasski · Starozjilovski · Tsjoesjkovski · Zacharovski